# Keysborough
Keysborough är en del av en befolkad plats i Australien. Den ligger i kommunen Greater Dandenong och delstaten Victoria, omkring 27 kilometer sydost om delstatshuvudstaden Melbourne. Antalet invånare är 22 700.
Runt Keysborough är det tätbefolkat, med 591 invånare per kvadratkilometer.. Närmaste större samhälle är Berwick, omkring 16 kilometer öster om Keysborough.
Runt Keysborough är det i huvudsak tätbebyggt. Genomsnittlig årsnederbörd är 1 251 millimeter. Den regnigaste månaden är maj, med i genomsnitt 154 mm nederbörd, och den torraste är januari, med 51 mm nederbörd.